# Повстання Сулими
Повстання Сулими — повстання запорізьких козаків під проводом гетьмана Івана Сулими проти Речі Посполитої 1635 року.

## Причини
У 1635 році Сейм Речі Посполитої видав нове розпорядження, що обмежує свободу козаків і знижує чисельність реєстру. Також уряд ухвалив рішення побудувати фортецю Кодак, завдяки якій можна було б здійснювати контроль над сполученням між українськими землями і Запоріжжям.

## Передумови
У 1635 році поляки посилили ізоляцію Січі. Для цього ними всього за півроку перед першим дніпровським порогом, що називається Кодак, була побудована і добре оснащена фортеця. Але виконати поставлене урядом Речі Посполитої завдання — не допустити зносин українського населення із Запоріжжям — не вдалося.

## Хід повстання
Уже через місяць після завершення будівництва фортеці, в ніч з 3 на 4 серпня 1635 року вона була зруйнована загоном січовиків, яких очолював талановитий військовик, гетьман Іван Сулима. Але після повернення на Запорожжя, солдат з реєстровців видав січового гетьмана уряду, і він був страчений за наказом короля Речі Посполитої у Варшаві 12 грудня того ж року. Після цього козаки багато разів руйнували, а польська влада відбудовувала фортецю.